# Советская улица (Выборг)
Советская улица — улица в Центральном микрорайоне Выборга, на которой расположены здания горсовета и администрации. Является продолжением улицы Данилова, пролегая до парка имени Ленина и соединяясь переулком с Ленинградским проспектом.

## История
Территория, на которой расположена улица, до 1860-х годов находилась за пределами города, окружённого крепостной стеной, и не была застроена. Домики жителей Петербургского форштадта — городского предместья с неупорядоченной деревянной застройкой — в соответствии с правилами не могли располагаться ближе 130 саженей (270 метров) к Выборгской крепости, так как эспланада должна быть всегда открытой для артиллерийского огня.
В 1861 году выборгским губернским землемером Б. О. Нюмальмом был разработан городской план, предусматривавший снос устаревших укреплений Рогатой крепости и формирование сети новых прямых улиц, разделивших территорию эспланады и бывшего форштадта на участки правильной формы. Согласно плану была проложена Поссеская улица, на которую со строительством нового дома губернатора, дома губернского правления, Выборгского почтамта, лютеранского собора и других публичных зданий переместился городской центр, активное участие в формировании которого приняли архитекторы Жак Аренберг и Эдуард Диппель. Традиционными точками отсчёта дорожных расстояний в Российской империи были почтамты, при этом Выборгский почтамт располагался напротив городской архитектурной доминанты — семидесятиметровой неоготической кирхи.
Центральную улицу назвали именем шведского коменданта Выборгской крепости Кнута Поссе, возглавлявшего оборону города в 1495 году при его осаде русскими войсками. На шведских картах того времени улица именуется швед. Posse gatan. После введения в 1860-х годах в официальное делопроизводство Великого княжества Финляндского финского языка получили распространение финноязычные карты Выборга, на которых улица именовалась фин. Possenkatu. С 1929 года, в ходе крупномасштабного переименования городских названий после провозглашения независимости Финляндии, официальным стало финское название Туомиокирконкату (фин. Tuomiokirkonkatu, «Соборная» или «улица Кафедрального собора»), а название Поссенкату перешло к бывшей Театральной улице.

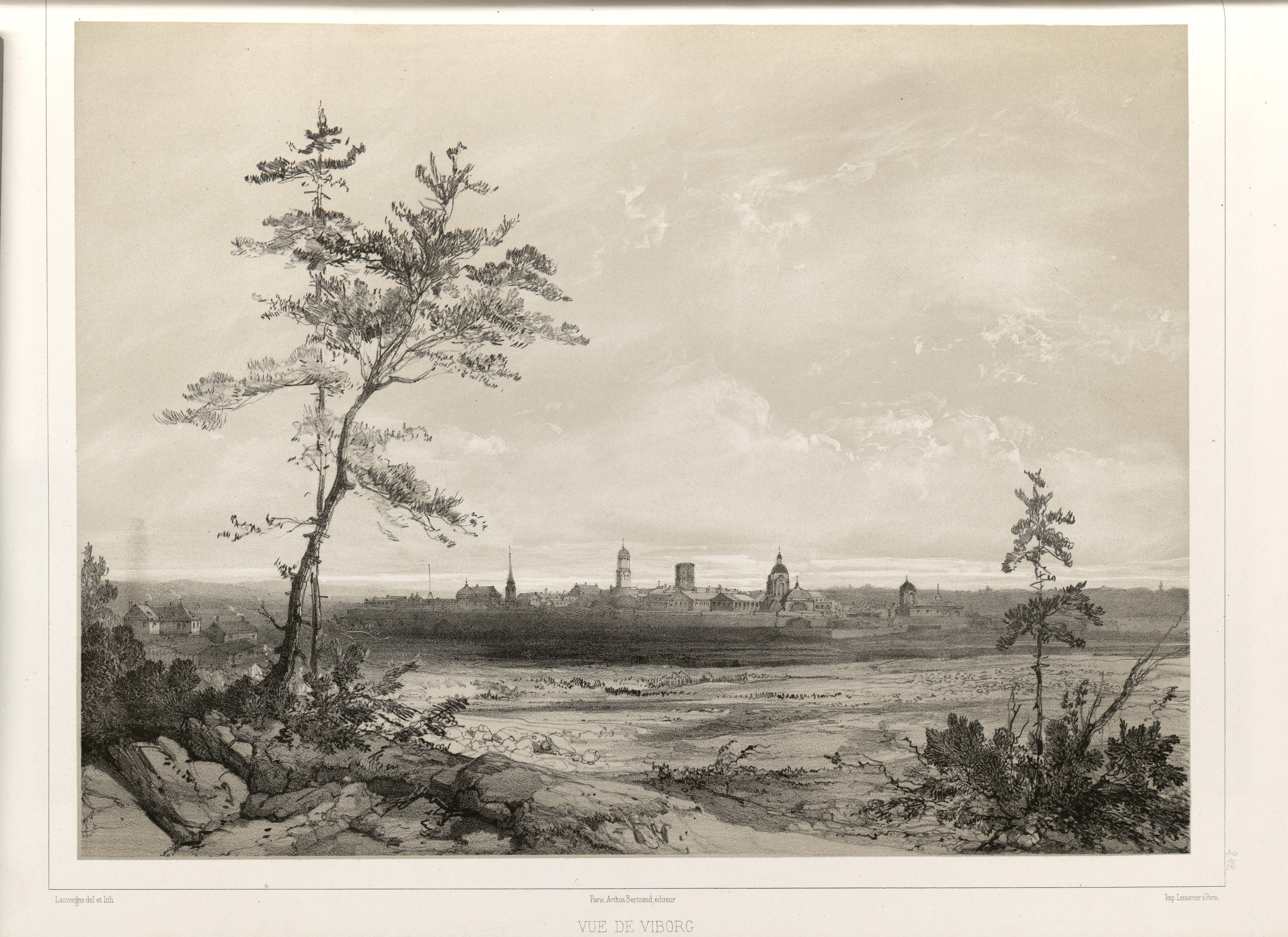
Вид эспланаду перед Выборгской крепостью в XIX веке
Генеральный план Выборга 1861 года, согласно которому проложена улица
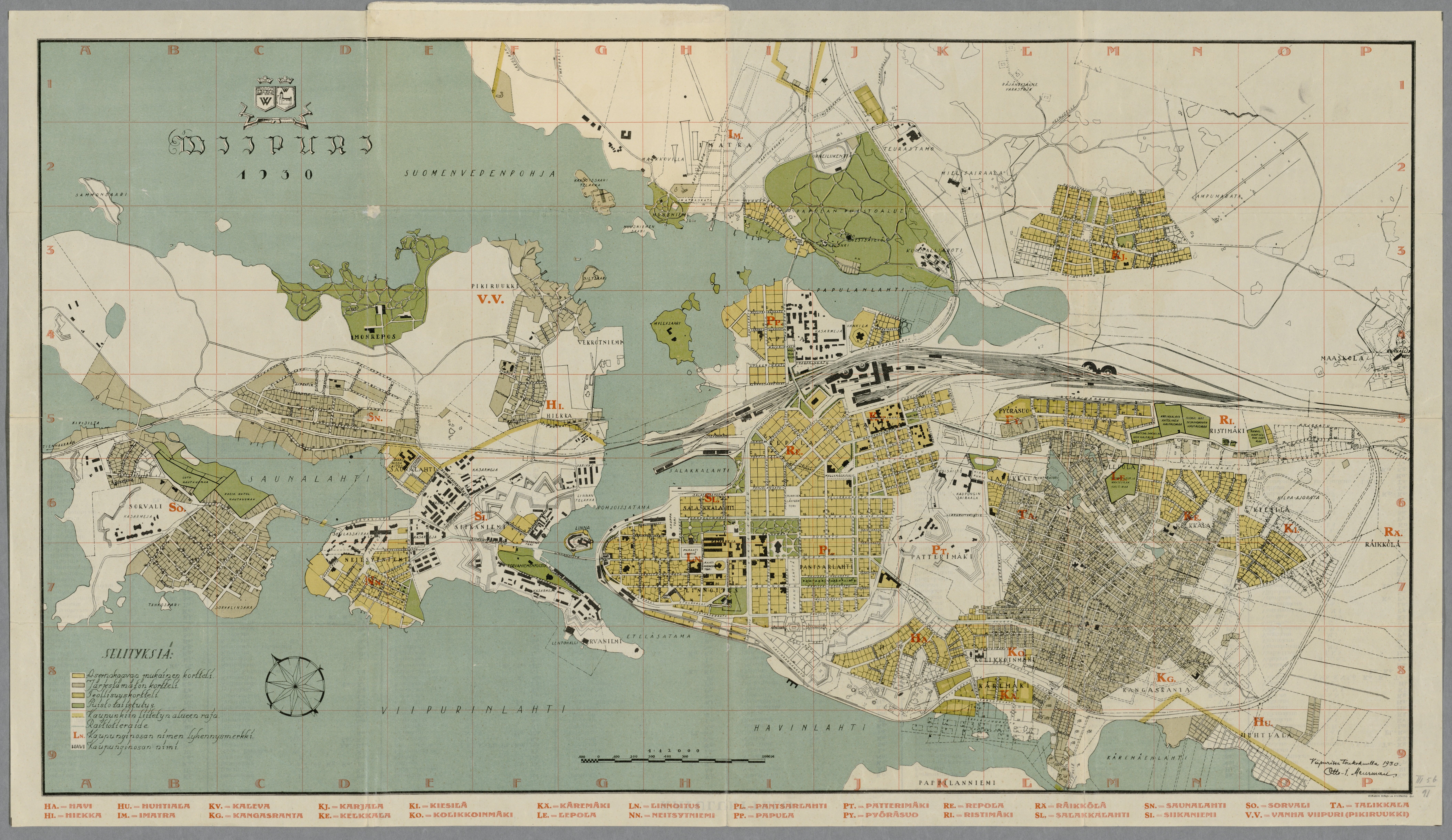
На плане Выборга 1930 года улица приобрела современные очертания

Характерной чертой застройки улицы стал контраст между пышно отделанными публичными зданиями периода историзма (такими, как неоренессансные Финский реальный лицей и Центральная народная школа) в её северной части и гораздо менее выразительными промышленными сооружениями в южных кварталах, где наиболее заметным зданием было Выборгское трамвайное депо. Современные очертания улица приобрела к 1930-м годам, когда в ходе расширения городского порта получила продолжение на юг с возведением внушительного здания Выборгского хлебокомбината в стиле функционализма.

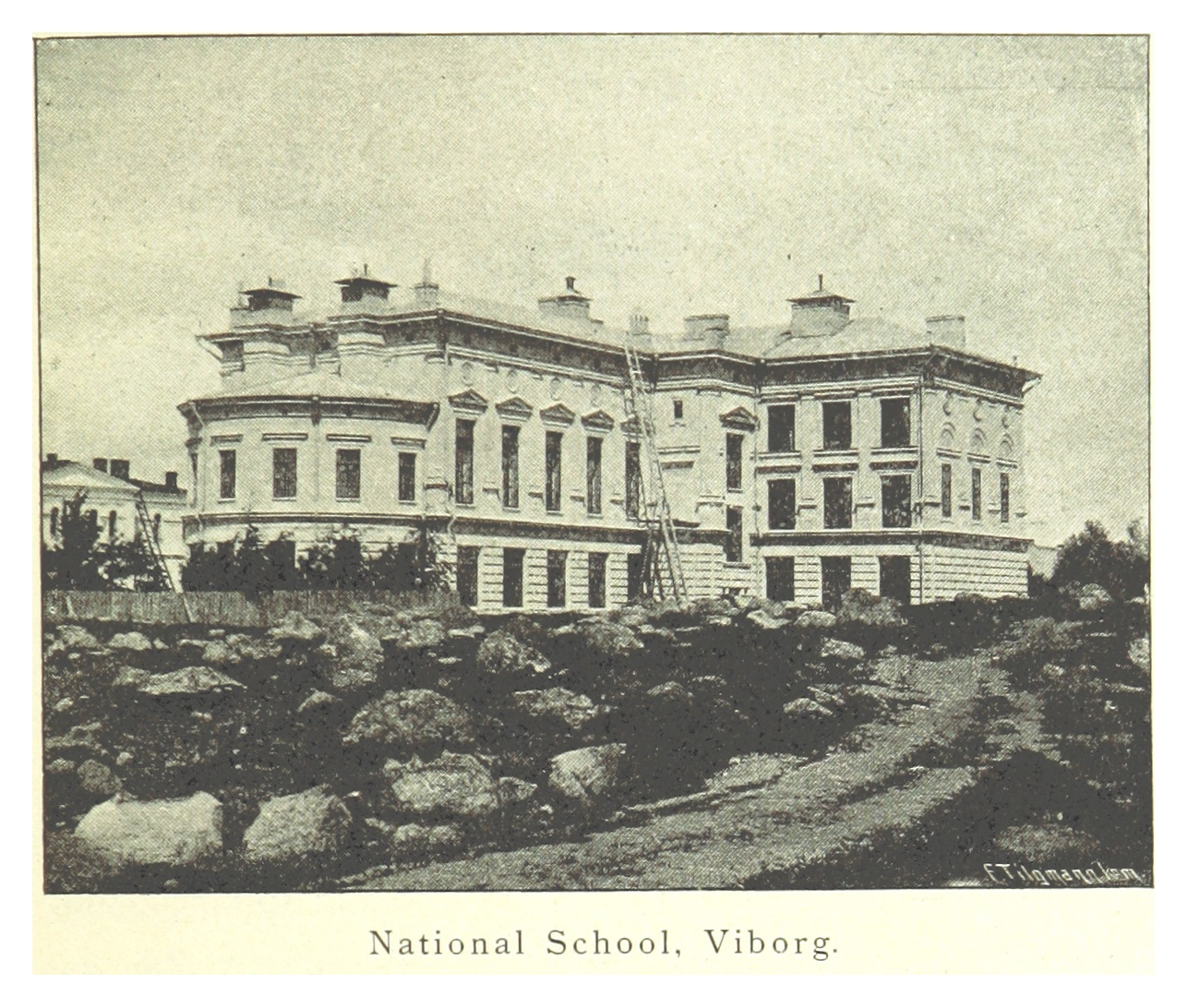
Центральная народная школа, построенная в 1880-х годах
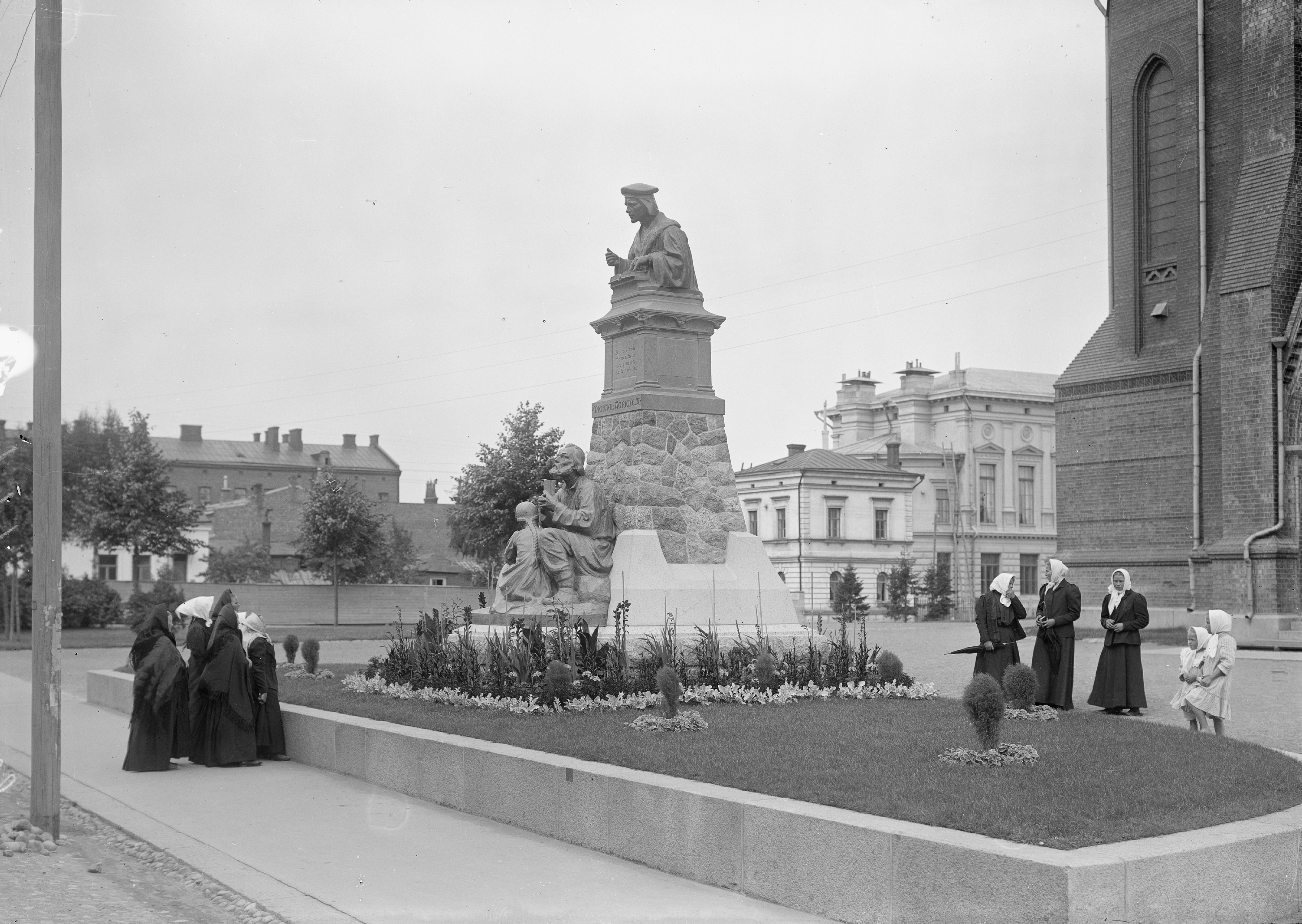
Вид на улицу от памятника Микаэлю Агриколе до возведения почтамта
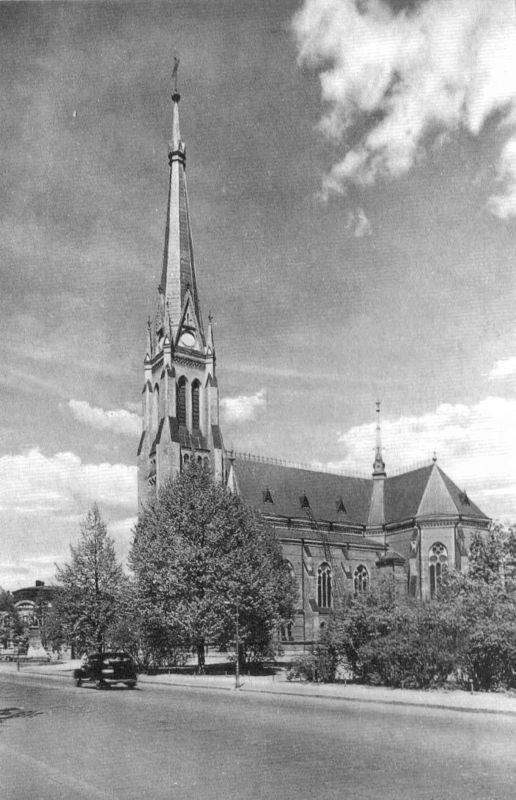
Новый кафедральный собор в 1930-х годах
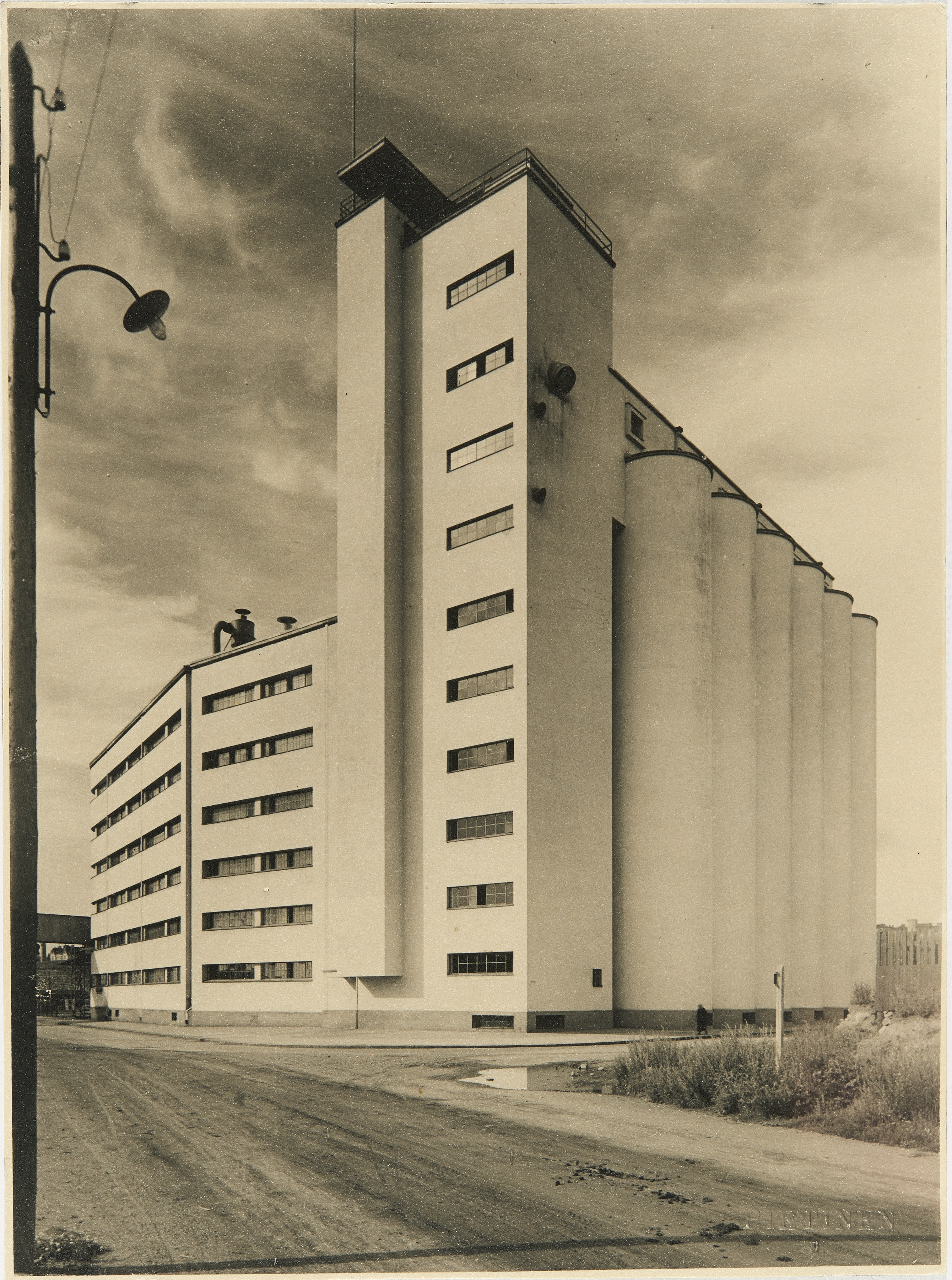
Выборгский хлебокомбинат в 1930-х годах
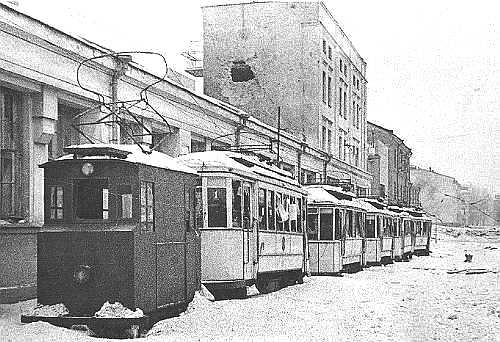
Трамвайное депо в 1940 году

Застройка улицы сильно пострадала в результате советско-финских войн (1939—1944). Наиболее значительной утратой стало здание лютеранского собора, на месте которого последовательно размещались памятник Сталину и изображавшая пионеров скульптурная композиция «Счастливое детство», а к настоящему времени — декоративный вазон, на постаменте которого находится памятная доска, посвящённая истории храма. В здании народной школы, восстановленном к 1967 году, расположился дворец культуры, при этом Школьная улица, на которую обращён его фасад, в связи с изменением границ парка имени Ленина была упразднена. Оставшийся от неё переулок соединяет Советскую улицу с Ленинградским проспектом.
В период вхождения Выборга в состав Карело-Финской ССР в 1940—1941 годах использовались таблички и вывески на двух языках: финском и русском. С 1944 года, после передачи Выборга в состав Ленинградской области, в качестве единственного официального закрепилось русское название «Советская улица»: бывшие административные здания Выборгской губернии заняли городские советские и партийные учреждения.
Выборгское трамвайное депо с электростанцией действовало до 1957 года, после чего его помещения были переданы в ведение автобусного предприятия. Позднее значительная часть промышленных сооружений в южной части улицы перестала использоваться по назначению и пришла в неудовлетворительное состояние. Освободившиеся участки на углу с Выборгской улицей в 1961 году заняли два типовых здания советской архитектуры — «хрущёвки», однако однообразие пропорций и фасадов жилых многоквартирных домов из силикатного кирпича, не сочетающихся с фасадами соседних зданий более раннего времени, не украсило застройку Старого города и позднее было подвергнуто критике, вследствие чего по инициативе главного архитектора города В. Е. Щербакова был введён запрет на дальнейшее типовое строительство в центре города. Коммерческие постройки позднего времени, возведённые по индивидуальным проектам (Выборгская улица, дом № 23а и примыкающий к нему дом № 5 по Советской улице), рассматриваются в литературе как более удачные примеры современной архитектуры.
С 2008 года, после разделения всей территории Выборга на микрорайоны, Советская улица относится к Центральному микрорайону города.

## Здания

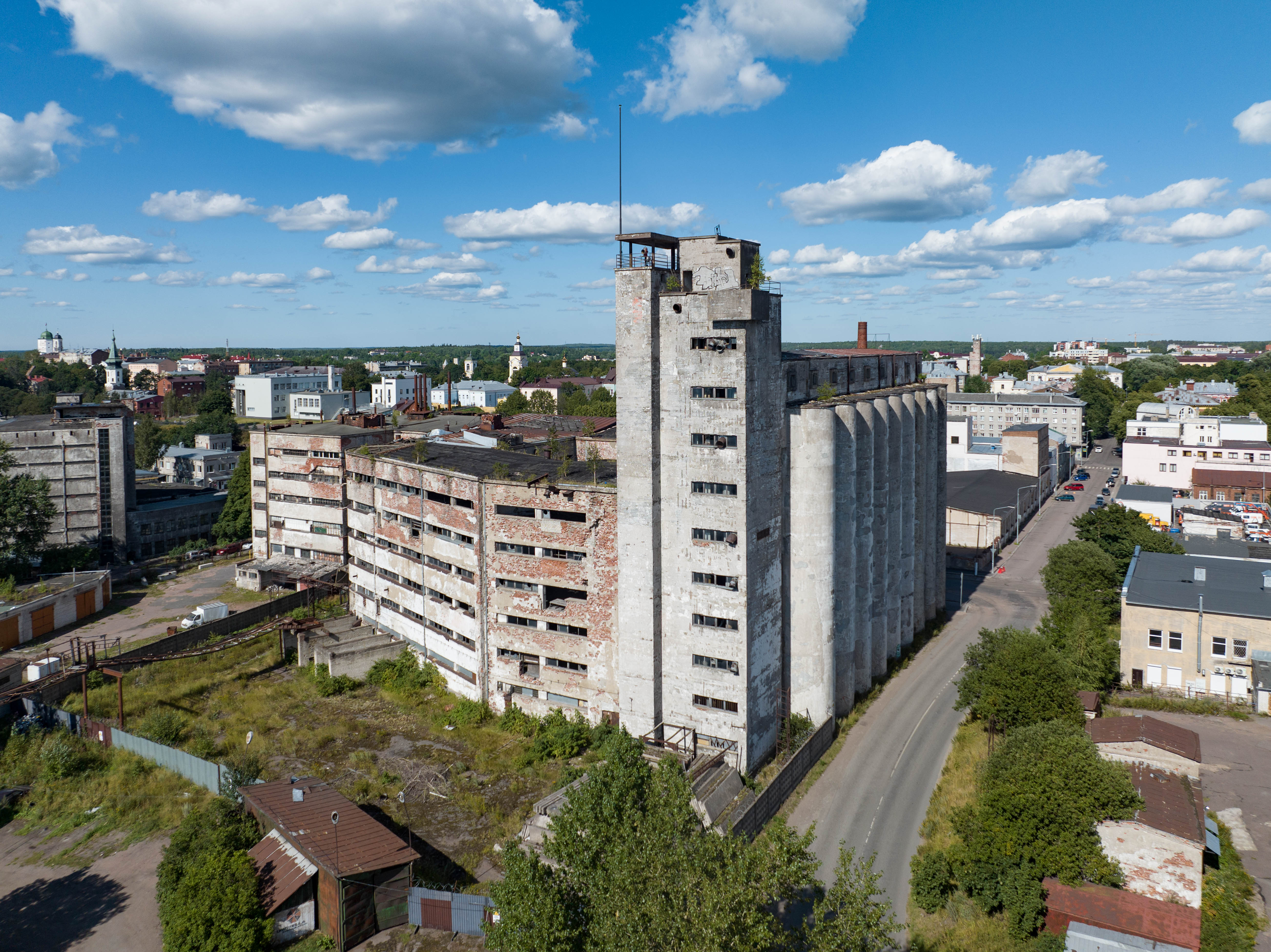
Выборгский хлебокомбинат
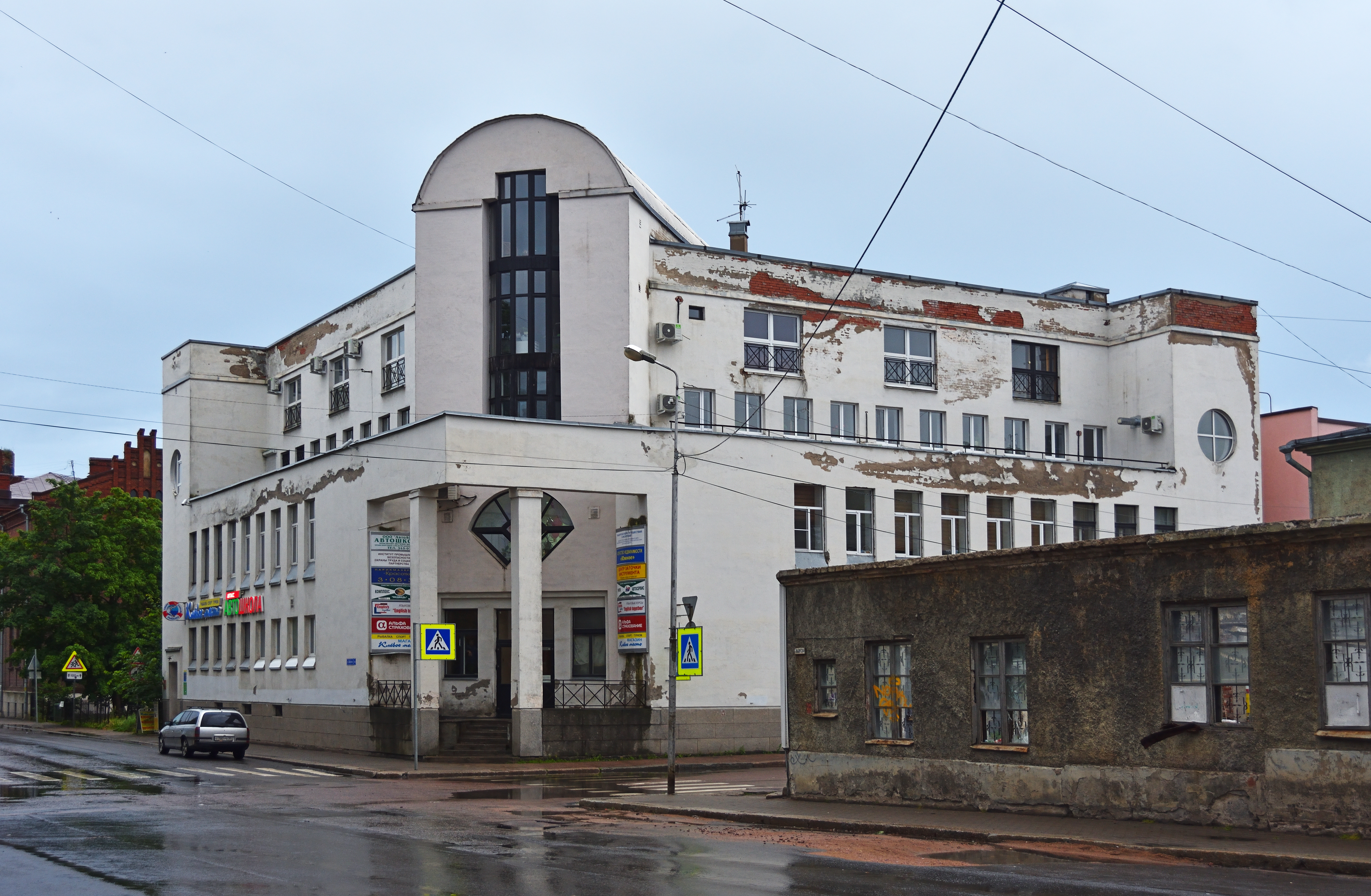
Дом № 23а по Выборгской улице — коммерческое здание
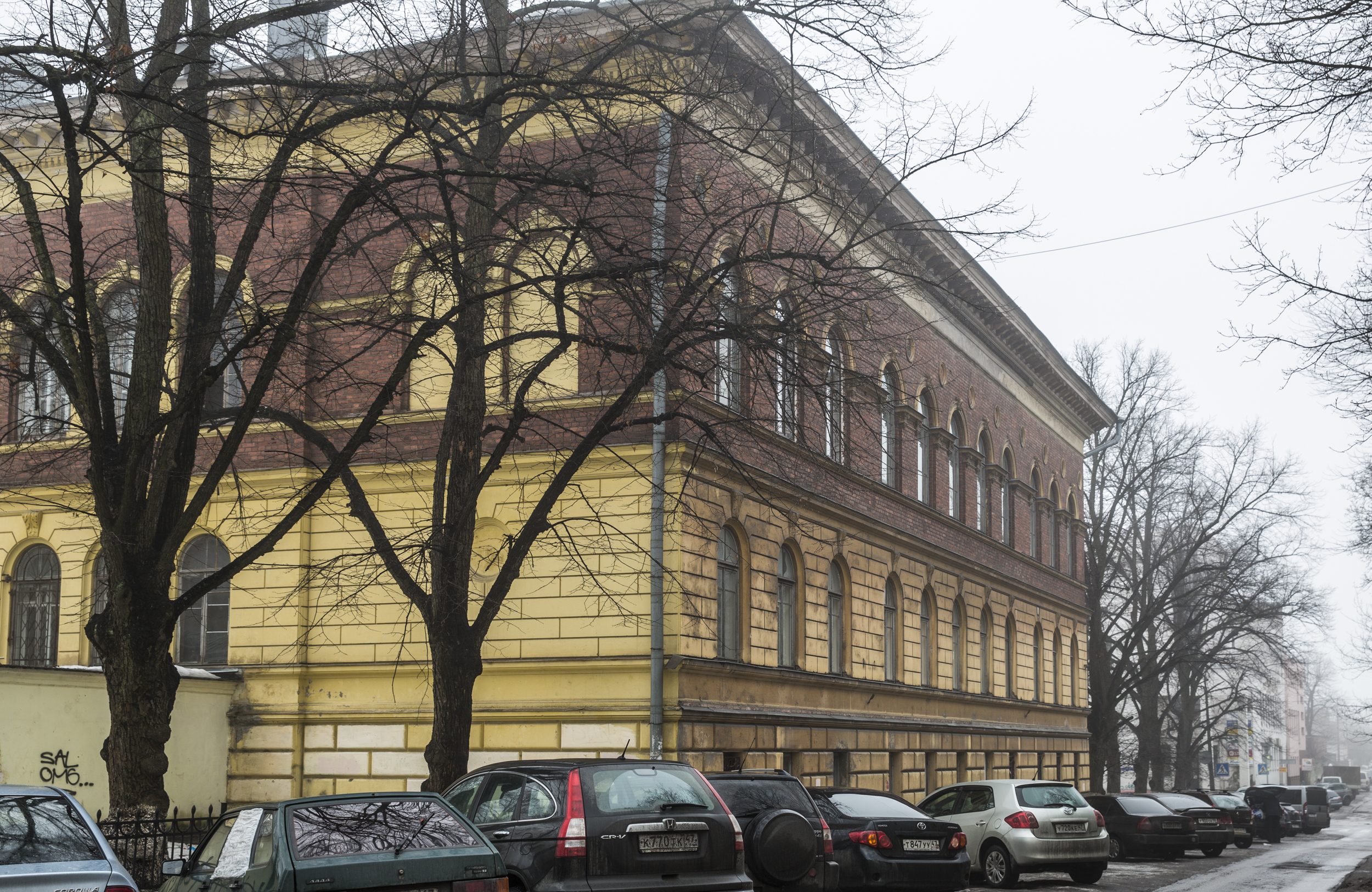
Дом № 7 — бывший реальный лицей
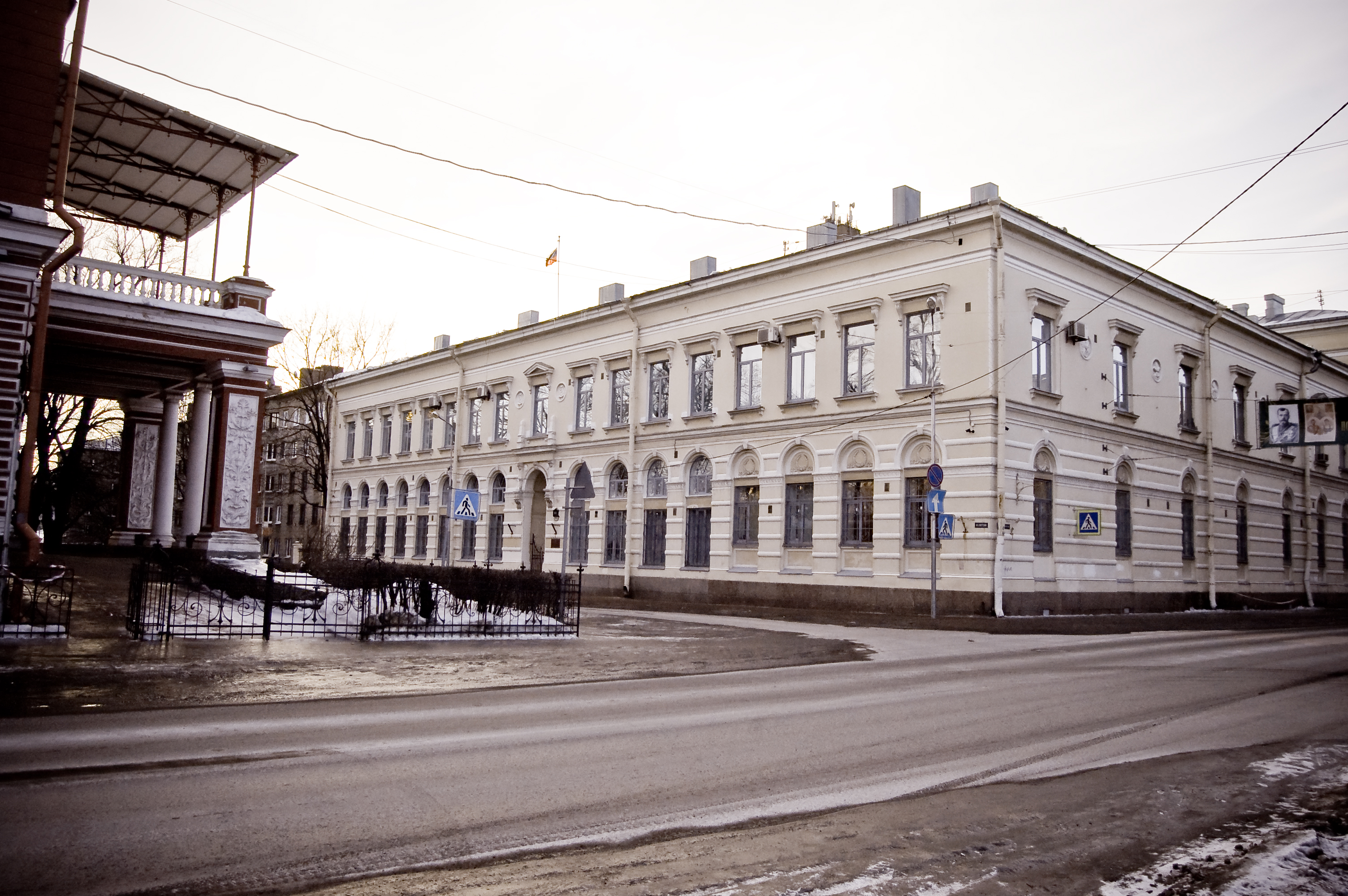
Дом № 12 — городская администрация, бывшее губернское правление
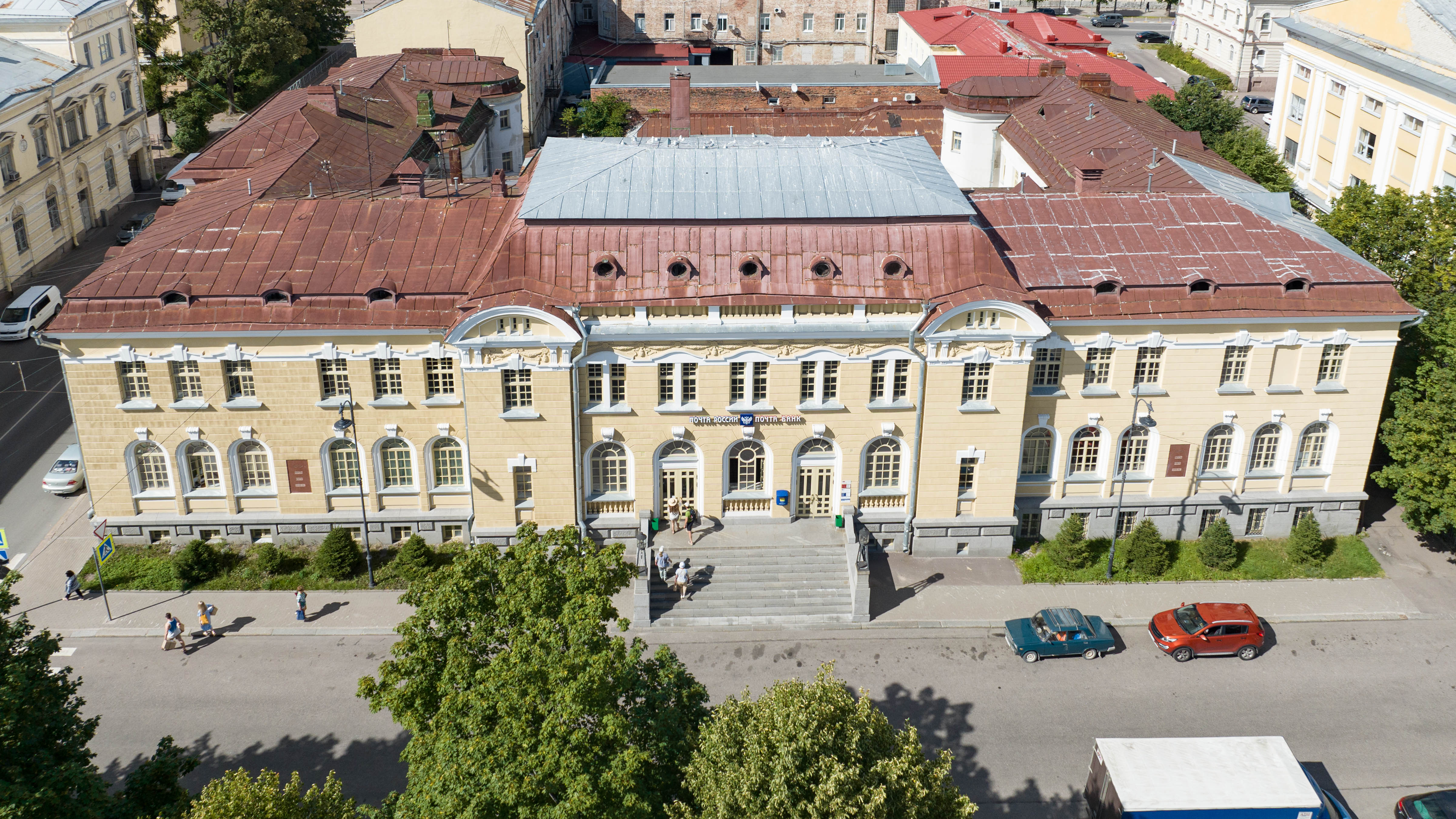
Дом № 14 — центральный почтамт

Ряд зданий, расположенных на улице, внесён в реестр объектов культурного наследия в качестве памятников архитектуры.